# SN 2001fz
SN 2001fz – supernowa typu II-P odkryta 15 listopada 2001 roku w galaktyce NGC 2280. W momencie odkrycia miała maksymalną jasność 17,40m.